# Delray Beach WCT 1982
Il Delray Beach WCT 1982 è stato un torneo di tennis giocato sulla terra rossa. È stata la 1ª edizione del torneo che fa parte del World Championship Tennis 1982. Si è giocato a Delray Beach negli Stati Uniti dal 25 al 31 gennaio 1982.

## Campioni

### Singolare maschile
Ivan Lendl ha battuto in finale  Peter McNamara con il punteggio di 6–4, 4–6, 6–4, 7–5

### Doppio maschile
Mel Purcell /  Eliot Teltscher hanno battuto in finale  Tomáš Šmíd /  Balázs Taróczy con il punteggio di 6–4, 7–6